# Старая Кутля
Старая Кутля — село в Лунинском районе Пензенской области. Входит в Лунинский сельсовет.

## Название
У села были и другие названия: Кутлинская слобода, Никольское, Степное Левино. 

## География
Расположено на левом берегу Суры, при впадении в неё реки Кутли. Находится в северной части области на расстоянии примерно в 9 километрах по прямой к северо-востоку от районного центра Лунино.

## История
Основано в 1663—1664 гг. как Кутлинская слобода конных казаков сотника Ильи Домашнева, переведенцев с ломовской оборонительной линии, а также людей из дворцовых сел, городов и посадов, пожелавших стать станичниками.

## Население
| 1710  | 1717  | 1747 | 1782  | 1864 | 1877  | 1897  | 1910  | 1926  |
| ----- | ----- | ---- | ----- | ---- | ----- | ----- | ----- | ----- |
| 242   | ↘186  | ↗614 | ↗1236 | ↘539 | ↗1389 | ↗1983 | ↗2125 | ↗2481 |
| 1930  | 1959  | 1979 | 1989  | 1996 | 2002  | 2010  |       |       |
| ↗2663 | ↘1495 | ↘863 | ↘631  | ↘524 | ↘449  | ↘369  |       |       |

Национальный состав
Согласно результатам переписи 2002 года, в национальной структуре населения русские составляли 99 % из 449 чел..

## Люди, связанные с селом
Родина писателя Т. З. Сёмушкина, в честь которого в селе установлена мемориальная доска.